# Masumo
Masumo är ett vattendrag i Burundi.   Det ligger i provinsen Ngozi, i den norra delen av landet, 80 kilometer nordost om huvudstaden Bujumbura.
Omgivningarna runt Masumo är en mosaik av jordbruksmark och naturlig växtlighet. Runt Masumo är det tätbefolkat, med 343 invånare per kvadratkilometer.